# Arthur van de Vijver
Arthur van de Vijver (Breendonk, 29 de febrero de 1948 - † Bornem, 9 de marzo de 1992) fue un ciclista belga, profesional entre 1970 y 1979, cuyo mayor éxito deportivo lo logró en la Vuelta a España al obtener una victoria de etapa en la edición de 1976.

## Palmarés
- Etapa en la Vuelta a España